# Russei Keo (quận)
Russei Keo là một quận thuộc thủ đô Phnôm Pênh, Campuchia. Quận bao gồm những khu vực ngoại ô phía bắc và tây bắc của thành phố. Quận có diện tích lớn thứ hai thủ đô với 105,56 km². Theo thống kê năm 1998, dân số quận là 180.076 người.

## Hành chính
Russei Kaew được chia thành 12 Sangkat (phường) và 67 Krom (Khu phố).
| Sangkat (Phường)         | Krom (Khu phố) |
| ------------------------ | --- |
| Khmuonh                  | Khmuonh, Banla S'et, Samraong, Anlong Kngan, Trapeagrag, Trapeagragthmei, Sensoktimoy, Sensoktipir, Sensoktibei, Sensokti4, Sensokti5, Sensokti6, Sensokti7 |
| Tuol Sangkae             | Phsar Touch, Tuol Sangkae, Tuol Kouk |
| Svay Pak                 | La Kambaor, Lu, Svay Pak |
| Kiloumaetr Lekh Prammuoy | Kraol Kou, Spean Khpos, Boeng Chhuk |
| Phnom Penh Thmei         | Chres, Poung Peay, Damnak, Bayab, Phnom Penh Thmei, Roung Chakr, Tumnob, Dei Thmei, Kouk Khleang, Trapeagsvay                                               |
| Ruessei Keo              | Mittakpheap, Sameakki, Khleang Sang, Boeng Salang |
| Tuek Thla                | Ou Baek K'am, Trapeang Chhuk, Slaeng Roleung, Phsar Tuek Thla, Se Pe Se, Bourei Muoy Roy Khnang, Chong Thnal Khang Kaeut, Chong Thnal Khang Lech, Tuek Thla |
| Preaek Lieb              | Kien Khleang, Preaek Lieb, Bak Khaeng, Khtor |
| Preaek Ta Sek            | Preaek Ta Roatn, Preaek Ta Kong, Preaek Reang, Preaek Ta Sek, Daeum Kor                                                                                     |
| Chrouy Changva           | Phum Ti Muoy, Phum Ti Pir, Phum Ti Bei, Daeum Kor, Kien Khleang                                                                                             |
| Chrang Chamreh Muoy      | Phum 1, Phum 2, Phum 3, Phum 4 |
| Chrang Chamreh Pir       | Phum Ka, Phum Kha Muoy, Phum Kha Pir, Phum Koa |